# Luciano Loschi
Luciano Loschi (Udine, 26 maggio 1926 – Udine, 21 giugno 2009) è stato un calciatore italiano.

## Carriera
Attaccante spesso utilizzato come ala destra, come numerosi friulani dell'epoca viene acquistato dall'Atalanta, che lo fa esordire in Serie A. La stagione a Bergamo tuttavia non è delle più fortunate, tanto che al termine della stagione viene ceduto al Cosenza in Serie B. In Calabria disputa una buona stagione, nella quale sigla 12 reti, situazione che gli permette di essere acquistato dall'Udinese. Con i friulani conquista la promozione nel campionato cadetto, mettendosi in discreta evidenza.
Dopo una sola stagione passa al Marzoli Palazzolo, dove disputa tre campionati di Serie C, nei quali sfiora la promozione nel campionato cadetto (un terzo, un secondo ed un quarto posto) mostrando una buona vena realizzativa. Ritorna in Serie B grazie al passaggio al Treviso, con cui disputa due stagioni, al termine delle quali si trasferisce prima al Pordenone (Serie D) e poi alla Gradese, dove conclude la carriera nelle serie minori.

## Palmarès

### Club

#### Competizioni nazionali
- Serie C: 1

Udinese: 1948-1949